# Prato (Leventina)

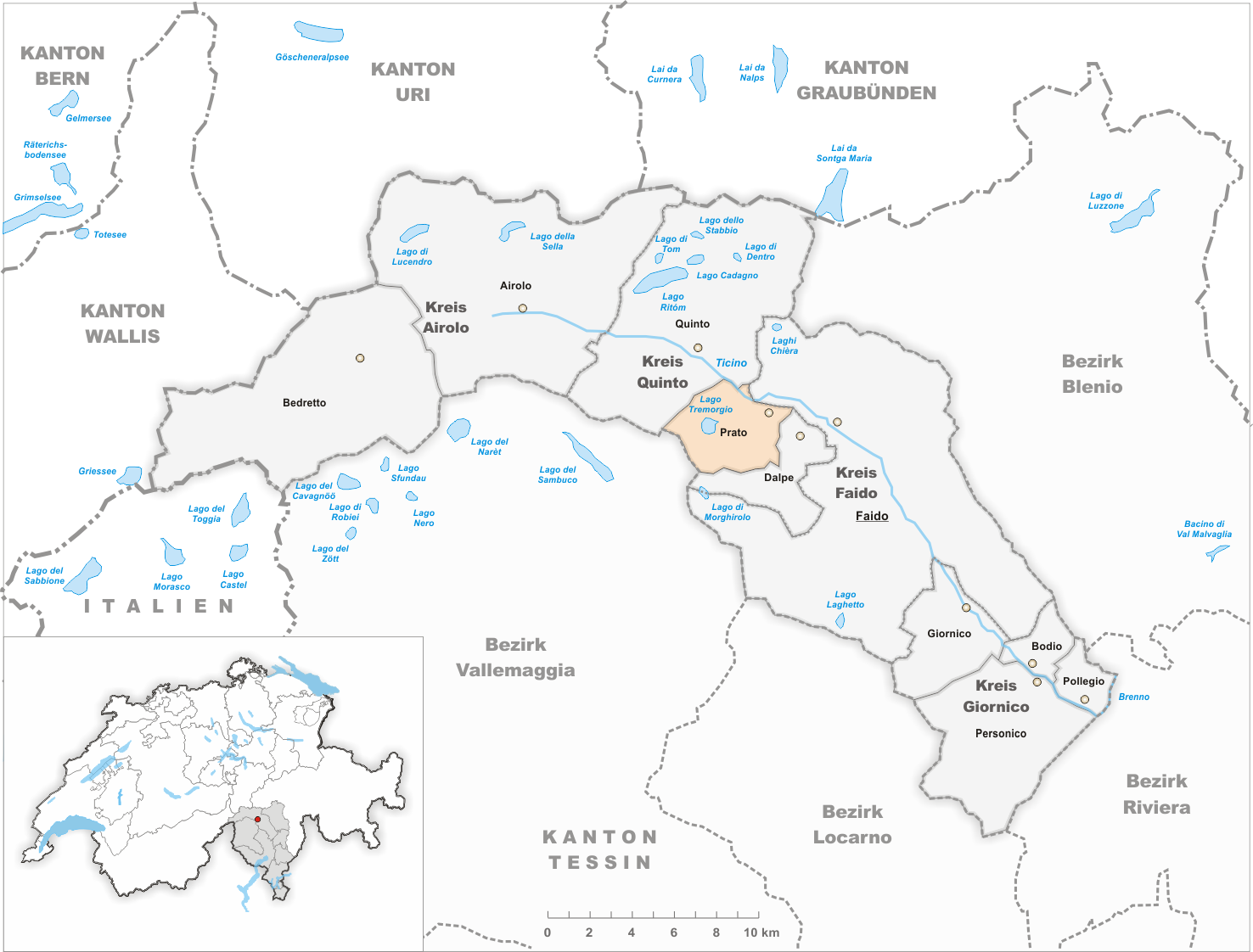
Gemeindestand bis zur Fusion am 6. April 2025

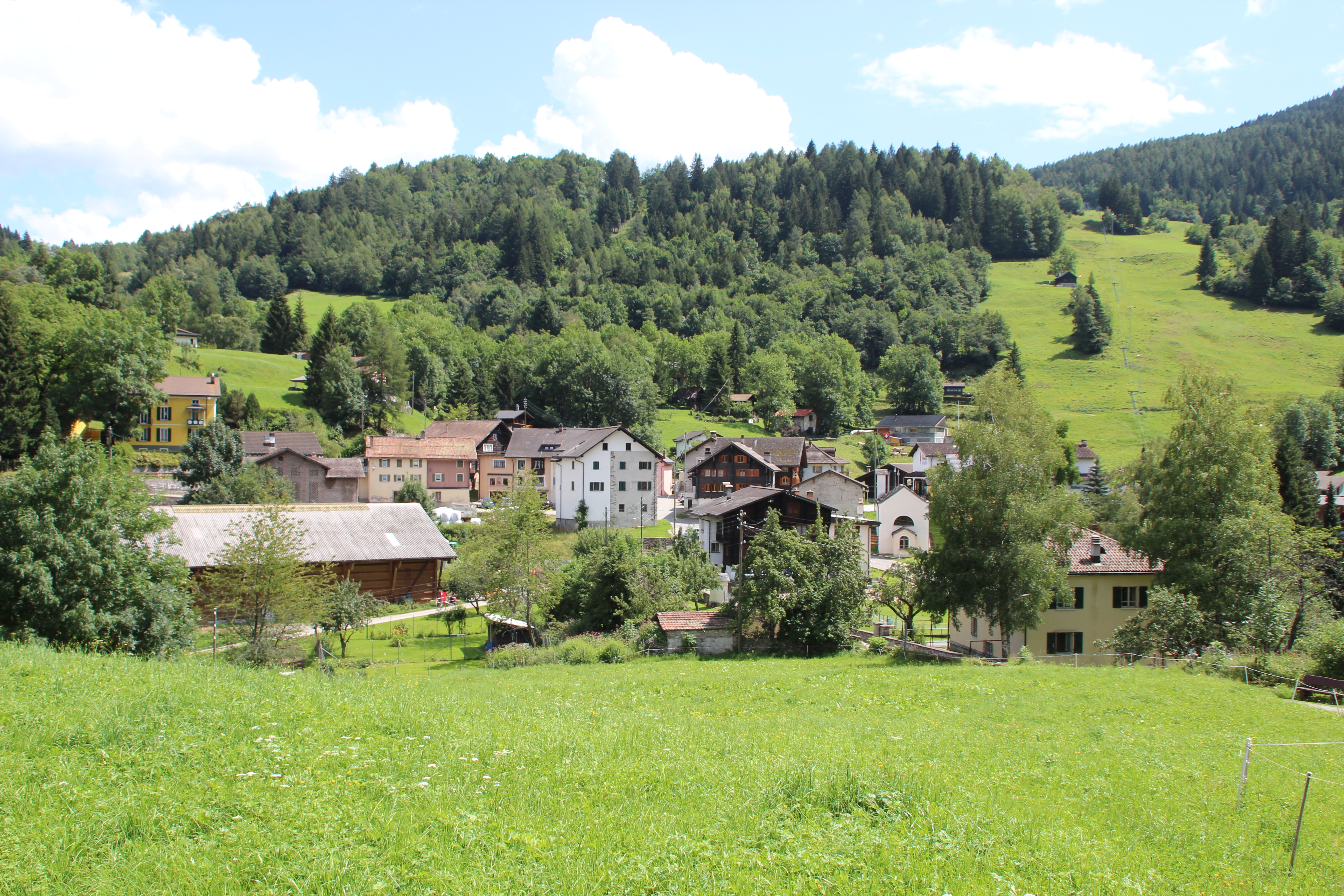
Prato Leventina Dorfkern

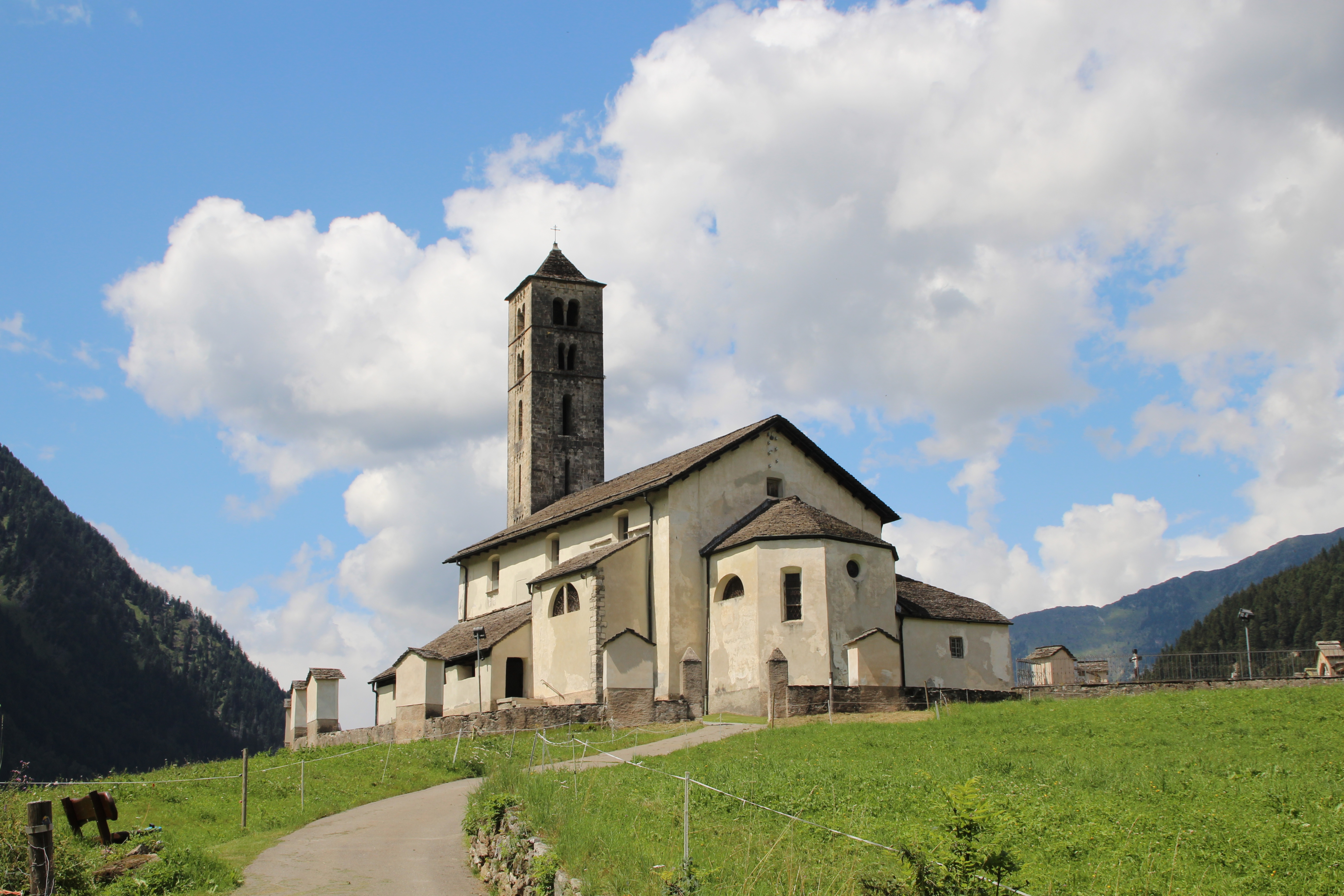
Pfarrkirche San Giorgio

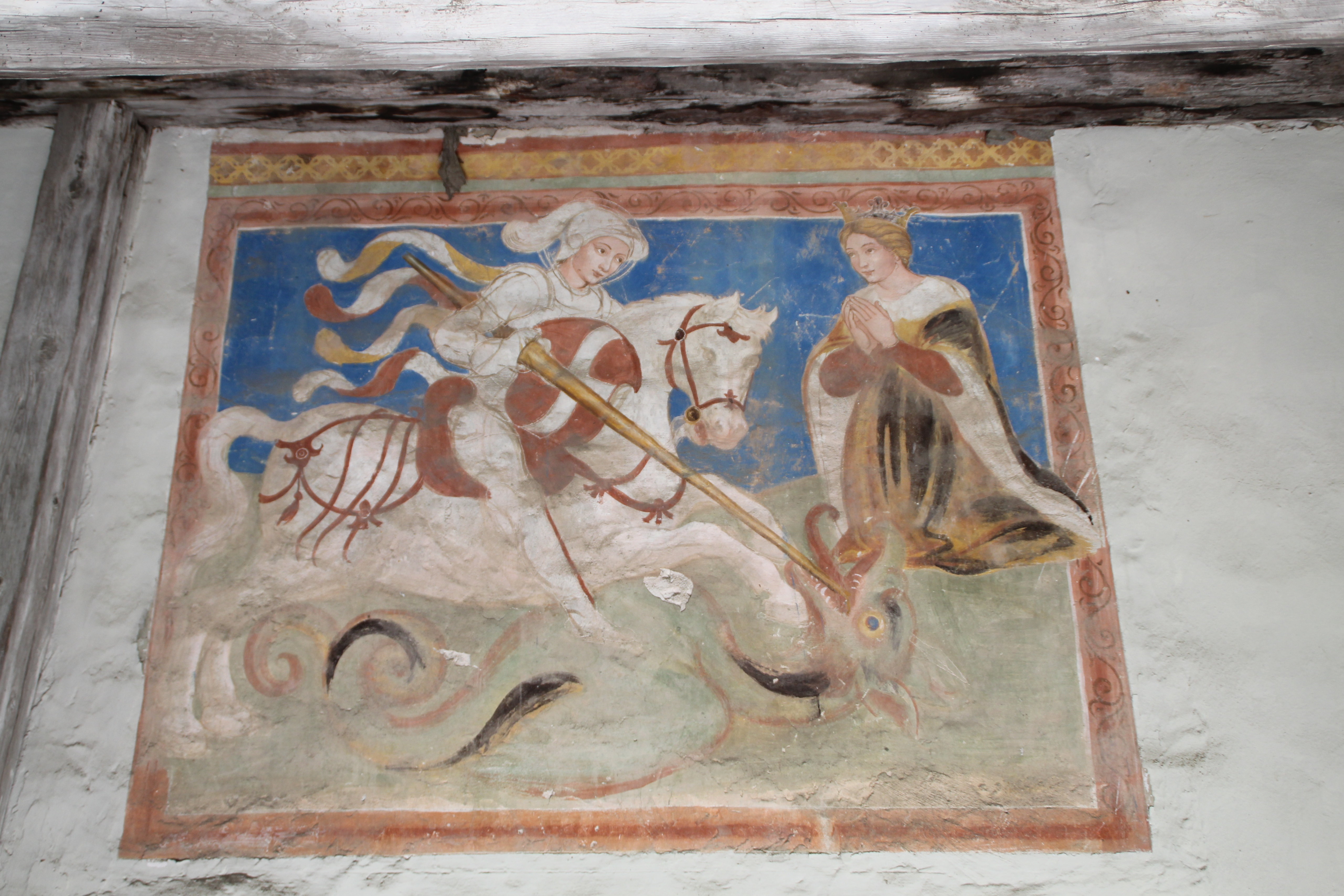
Pfarrkirche, Fresko im Vorraum

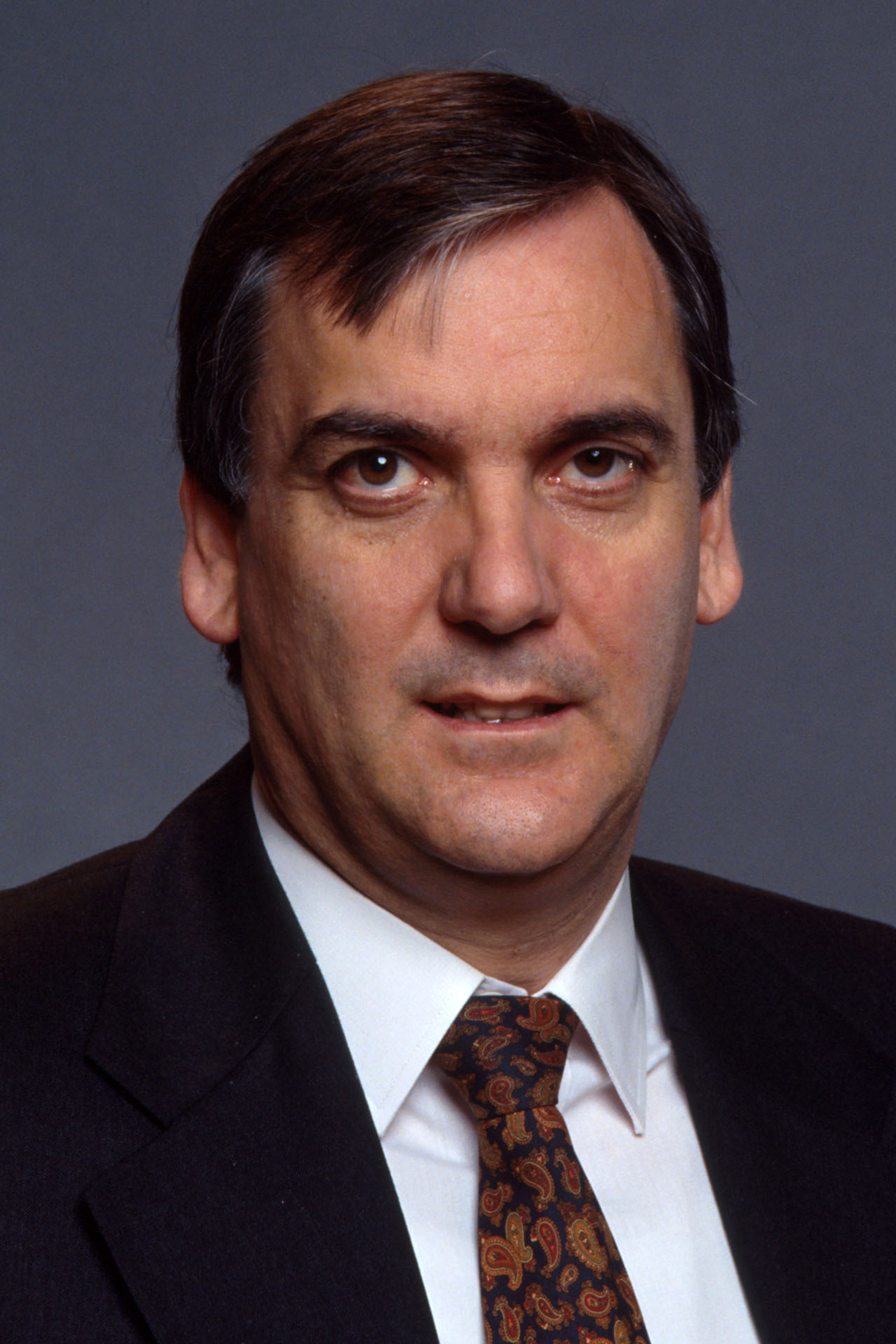
Gabriele Gendotti, 1999

Michela Figini (1987)

Prato (Leventina) (Lombardische Sprache Prò, von 1902 bis 1939 offiziell Prato-Fiesso) ist ein Dorf in der politischen Gemeinde Quinto im Bezirk Leventina des Kantons Tessin in der Schweiz. Bis zum 6. April 2025 bildete Prato (Leventina) eine eigenständige Gemeinde.

## Geographie
Das Dorf Prato liegt auf der rechten Seite der Valle Leventina auf 1043 Metern. Die Kirche von San Giorgio liegt etwas ausserhalb des Dorfes auf einem Hügel und dominiert mit ihrem romanischen Campanile das ganze obere Tal bis Quinto. In einem Gebirgstalkessel im Westen der Gemeinde liegt auf einer Höhe von 1851 m ü. M. der Bergsee Lago Tremorgio, der von der Fraktion Rodi-Fiesso aus mit einer Seilbahn erreichbar ist.
Zur Gemeinde gehören die Fraktionen Mascengo, Cortesopa, Rodi, Morasco, Fiesso Sopra und Fiesso Sotto oder Corteflorino; Rodi-Fiesso liegt auf der Talsohle der Leventina und ist heute die am dichtesten bewohnte Ortschaft der Gemeinde sowie der Sitz aller öffentlichen Einrichtungen wie dem Gemeindehaus und der Schule. Die Gemeinde grenzt im Norden an Quinto, im Osten an Faido, im Süden an Dalpe und im Westen an Lavizzara.

## Geschichte
Eine erste Erwähnung findet das Dorf im Jahr 1211 unter dem damaligen Namen de Prato. Es erscheint bereits 1237 als Vicinìa und umfasste auch Dalpe bis 1854; das Dorf muss zur rodaria von Quinto, Airolo und Bedretto gehört haben. 
Ein Turm, der nach einigen Quellen im Auftrag von Herzog Filippo Maria Visconti erstellt worden sein soll, wird schon 1397 erwähnt; vor 1660 wurde er in ein Pfarrhaus umgebaut. Der Ort bildete das Zentrum einer Nachbarschaft (vicinanza), zu der die Degagne Prato, Fiesso und bis 1866 Dalpe zählten.
Die alte Piottinostrasse ging in der Nähe des Dorfes vorbei; 1350 wird hier eine Sust genannt. 1353–1354 machte eine Fehde zwischen Prato und Faido den Verkehr so unsicher, dass die deutschen Kaufleute sich an den Erzbischof Giovanni Visconti wandten, der dem Streit ein Ende machte. 
Im Jahr 1341 zahlte Prato an der Propsteikirche von Biasca den basilicano, eine Abgabe, deren Bedeutung nicht genau bekannt ist. 1799 war das Dorf ein Herd des Leventina-Aufstandes gegen die französischen Truppen.
Prato Leventina bildet nach wie vor eine eigenständige Bürgergemeinde.

## Bevölkerung
Einwohnerzahlen: Volkszählungsdaten  1880: Bau der Gotthardbahn

## Sehenswürdigkeiten
- Pfarrkirche San Giorgio mit Fresken im Vorraum und Innenraum[5][6]
- Oratorium San Giuseppe[5]
- Sommerseminar-Palast, Architekt: Giuseppe Antonini[5]
- Alter Kalkofen (1640)[5]
- Reste eines mittelalterlichen Turms[5]
- Dazio Grande[5][7]
- Ruinen der ehemaligen Zollstation (Dazio Vecchio)[8]
- Monte Piottino-Schlucht[9]

## Persönlichkeiten
- Antonio da Prato genannt de Carlonibus (* um 1420 in Prato; † nach 1484 ebenda), Pfründner der Kirche Sankt Giorgio in Prato, Befehlshaber der Leventiner Truppe[10]
- Giuseppe Sartore (* 5. Mai 1700 (Giacomo) in Dalpe; † 2. Juni 1755 in Faido), Schreiber der Nachbarschaft Prato, nach dem Livineraufstand von 1755 gegen die Urner wurde er als Mitbeteiligter angeklagt; die Urner Obrigkeit verurteilte ihn zum Tode durch Enthaupten; das Urteil wurde gleichentags in Faido vollstreckt[11]
- Adalbert Regli (1800–1881), Abt in der Abtei Muri-Gries
- Felice Gianella (* 1829 in Prato Leventina; † 13. Dezember 1884 in Belgirate), Priester, Pfarrer von Osco und Bodio, Schulinspektor, Schiedsrichter, er verfasste eine Biographie von Stefano Franscini[12]
- Alberto Stéfani (* 3. August 1918 in Giornico; † 4. August 2006 ebenda), Jurist und Politiker[13]
- Giorgio Orelli (* 25. Mai 1921 in Airolo; † 10. November 2013 in Ravecchia), Schriftsteller, Dichter, Lehrer, Literaturkritiker
- Jan Kristofori (* 17. Juli 1931 in Mukatschewo; † 23. März 2004 in Prag), ein Maler und Grafiker[14]
- Gabriele Gendotti (* 1954), Jurist, Politiker (FDP), Tessiner Staatsrat
- Michela Figini (* 1966), ehemalige Skirennfahrerin